# Faculdades Integradas Hélio Alonso
A Faculdades Integradas Hélio Alonso (FACHA) é uma instituição de ensino superior
(IES) do Brasil, com sede no bairro de Botafogo, na zona sul da cidade do Rio de Janeiro. Foi criada em 6 de dezembro de 1971 pelo professor Hélio Alonso e autorizada a funcionar pelo Decreto nº 69.986 de 20 de janeiro de 1972 do então Presidente da República Emílio Garrastazu Médici, sob o nome de Faculdade de Comunicação Hélio Alonso. É mantida pela Organização Hélio Alonso de Educação e Cultura (OHAEC), uma entidade privada de caráter filantrópico (sem fins lucrativos). O lema "Em todo lugar, tem alguém da FACHA" expressa o reconhecimento social que a instituição recebe, sobretudo na área da comunicação, sendo considerada uma das referência em comunicação no Rio de Janeiro e no país.
A FACHA oferece cursos de graduação, pós-graduação e extensão, presenciais e EaD, além de uma experiência diferenciada ao estudante através de núcleos, como o FACHAHUB que um espaço multidisciplinar com foco na inovação e criatividade, proporciona ao estudante aprendizado na prática no âmbito da economia criativa.  
O Núcleo de Prática Jurídica Luiz Gonzaga Pinto da Gama (NPJ) é um espaço de aprendizagem prática para estudantes da graduação em direito, através da vivência de situações reais com a realização e atendimento jurídico à comunidade externa, mediação de conflitos e atividades forenses, sob supervisão de advogados. O NPJ da FACHA é reconhecido pela militância na defesa dos direito dos animais e minorias. 
Entre os diversos espaços de aprendizagem existentes na instituição, destacam-se, ainda, o Escritório Modelo de Relações Públicas, a Agência Fhavo de Publicidade e a Rádio FACHA. 
Os esportes e as artes também fazem parte da formação do estudante na FACHA. A ATLÉTICA FACHA, que iniciou como primeira atlética de comunicação social do Estado do Rio de Janeiro, tornou-se um modelo de integração dos estudantes através da prática de esportes e da participação em jogos universitários. Já o Núcleo Artístico e Cultural (NAC), que funciona há quase três décadas, é um espaço consolidado de produção, pesquisa e da reflexão artística que visa integrar os diferentes cursos e estudantes interessados na inter-relação entre cultura, arte, comunicação e educação. No NAC o estudante pode ter experiências com elaboração de projetos, oficinas, espetáculos, shows, palestras e exposições. 
Todos os processos relacionados ao meio acadêmico que necessitem de alguma adequação, adaptação ou apoio, são assistidos pelo Núcleo de Apoio Psicopedagógico (NAP), que atua de maneira preventiva prestando assistência psicopedagógica aos estudantes, professores, gestores e técnicos da instituição. 

## História
A FACHA foi idealizada e criada pelo advogado e professor Hélio Alonso, no início da década de 1970, nos "anos de chumbo". Em meio à repressão política e censura da imprensa, ele deu início à primeira faculdade privada a ofertar a graduação em comunicação social no Estado do Rio de Janeiro. Naquele contexto a FACHA participou ativamente dos movimentos pela liberdade de expressão, contra as violações cometidas pela ditadura militar e pela redemocratização do país, tornando-se um núcleo de resistência.  
Helio Alonso idealizou e criou, também, o Curso Hélio Alonso (preparatório para o vestibular) e o Colégio Hélio Alonso. Dirigiu a FACHA até o início dos anos 2010, vindo a falecer no dia 26 de março de 2015, aos 86 anos de idade. 
Nos primeiros anos a FACHA funcionou em salas de aulas alugadas no tradicional Colégio Imaculada Conceição, anexo à Basílica da Imaculada Conceição, na Praia de Botafogo, em terreno contíguo ao atual prédio da faculdade. Contava com pouco mais de duzentos estudantes matriculados nos três turnos de oferta do bacharelado em comunicação social, que iniciou com três opções de habilitações: jornalismo, relações públicas e publicidade e propaganda. Na década de 1980 o curso passou a contar com um jornal comunitário e com uma TV comunitária.
Em 1975 o Ministério da Educação (MEC) autorizou a oferta do curso de bacharelado em turismo, um dos primeiros do país e que funcionou por quatro décadas e contava com uma agência de turismo modelo. Também, foi autorizado naquele ano o curso de tecnologia em processamento de dados. Em 1989 foi autorizada a habilitação em radialismo para o curso de comunicação social, ofertada por mais de três décadas. Dez anos após, em julho de 1999 foi criado o campus Méier, com o remanejamento de vagas do curso de comunicação social e, assim, a Faculdade de Comunicação Hélio Alonso foi transformada em Faculdades Integradas Hélio Alonso. 
Em 26 de abril de 2007 o MEC autorizou o funcionamento do curso de bacharelado em direito, um antigo desejo do fundador. O curso foi reconhecido em 2013, com conceito 4 (escala de 1 a 5, sendo 5 o máximo), no mesmo ano em que os primeiros alunos colaram grau.  
Na década de 2010 foram autorizados os cursos de bacharelado em cinema e audiovisual, bacharelado em administração, tecnologia em marketing e tecnologia em design gráfico, todos ofertados na sede. Foram, ainda, autorizados os cursos de tecnologia em comércio exterior,  tecnologia em gestão de recursos humanos, tecnologia em gestão desportiva e do lazer e tecnologia em hotelaria, atualmente sem oferta de novas vagas. Em janeiro de 2018, a FACHA lançou o curso de MBA em Jornalismo. 
Após vinte anos, em 23 de junho de 2020, em meio à crise universitária causada pela pandemia do covid-19, a FACHA reestruturou sua organização e encerrou as atividades do campus Méier, concentrando os cursos na sede.

## Premiações
No mês de março de 2018 a acadêmica Alice Bento tornou-se finalista do concurso internacional Cinema+, com o curta O que você vai ser quando envelhecer?.

## Trajetórias de Sucesso, Personalidades e Alumni
Em todo lugar, tem alguém da FACHA e muitos se tornaram profissionais de destaque ou personalidades conhecidas, entre os quais:
- Isabela Scalabrini, bacharel em jornalismo pela FACHA; repórter e apresentadora da Rede Globo há mais de quatro décadas, foi uma das primeiras mulheres a cobrir eventos esportivos na televisão brasileira; apresentou o Globo Esporte, Esporte Espetacular, Fantástico e RJTV; em 1998 foi transferida para a Globo Minas.
- Francisco Bôsco (Francisco de Castro Mucci), bacharel em jornalismo pela FACHA e doutor em teoria literária (UFRJ); colunista, ensaísta, letrista, compositor e filósofo; diretor do documentário O Mês que Não Acabou narrado por Fernanda Torres; foi presidente da Fundação Nacional de Artes (FUNARTE); é apresentador do Papo de Segunda (GNT); filho do cantor e compositor João Bôsco e da artista plástica Angela Bôsco.
- Marcos Uchôa (Marcos Uchôa Cavalcanti), bacharel em jornalismo pela FACHA; iniciou carreira na editoria de esportes da Rede Manchete; atua há mais de três décadas da Rede Globo onde chefiou a redação e produziu matérias para o Esporte Espetacular e Globo Esporte, foi correspondente da TV Globo em Londres, participou da cobertura de oito Copas do Mundo, dez Olimpíadas, diversas corridas de Fórmula 1 na Europa, Ásia, África e EUA; é um dos mais expressivos jornalistas brasileiros.
- Clarissa Garotinho, bacharel em jornalismo pela FACHA; política e jornalista; durante sua graduação na FACHA foi diretora da União Nacional dos Estudantes (UNE); atuou nas rádios Melodia, Manchete e Jovem Pan; é ex-vereadora (2009-2010) e ex-secretária municipal de emprego, desenvolvimento e inovação da cidade do Rio de Janeiro (2017-2018); é ex-deputada estadual (2011-2014) e está no segundo mandato de deputada federal pelo Rio de Janeiro (2015-2018; 2019--).

Os formados se organizam através da ALUMNI FACHA, uma entidade jurídica sem fins lucrativos e sem vínculo administrativo com a faculdade. Seus objetivos são a valorização dos formados, o estabelecimento de vínculo com a comunidade acadêmica e a organização de encontros e eventos de interesse comum.

## Cursos
- Administração (Bacharelado em Administração)
- Cinema (Bacharelado em Cinema e Audiovisual)
- Design Gráfico (CST em Design Gráfico)
- Direito (Bacharelado em Direito)
- Jornalismo (Bacharelado em Jornalismo)
- Marketing (CST em Marketing)
- Publicidade (Bacharelado em Publicidade e Propaganda)
- Relações Públicas (Bacharelado em Relações Públicas)

## Cursos de Pós-Graduação
- Cinema Documental (online)
- Crítica e Curadoria em Artes Visuais (online)
- Comunicação Integrada, Digital e Gestão Estratégica de Conteúdo
- Jornalismo Esportivo
- Jornalismo Hard News
- Jornalismo Internacional
- Jornalismo de Moda
- Marketing Digital
- Marketing e Comunicação Estratégica
- Produção Audiovisual
- Produção Cultural
- Pós-Produção em Cinema e Audiovisual
- Roteiro: cinema, TV, web e games
- Direito: Advocacia Trabalhista

## Cursos de Extensão Facha
A Facha oferece Cursos de Extensão, de curta duração, presenciais ou online, para aperfeiçoamento pessoal e/ou profissional nas áreas de:
- Audiovisual
- Jornalismo
- Publicidade e Marketing
- Relações Públicas
- Universo Digital
- Literatura
- Direito
- Gestão e Negócios
- Terapias Naturais e Complementares

## Unidades
- Botafogo - Rua Muniz Barreto, 51 - Botafogo - Rio de Janeiro - Com cursos nos turnos: Manhã, Tarde e Noite..